# West Indies Women’s Cricket Team gegen Pakistan in der Saison 2018/19
Die Tour des West Indies Women’s Cricket Teams gegen Pakistan in der Saison 2018/19 fand vom 31. Januar bis zum 11. Februar 2018 in Pakistan und den Vereinigten Arabischen Emiraten statt. Die internationale Cricket-Tour war Bestandteil der Internationalen Cricket-Saison 2018/19 und umfasste drei WODIs und drei WTwenty20s. Pakistan gewann die WODI-Serie 2–1, die West Indies die WTwenty20-Serie 2–1.

## Vorgeschichte
Pakistan spielte zuvor eine Tour gegen Australien, die West Indies gegen Südafrika. Das letzte Aufeinandertreffen der beiden Mannschaften bei einer Tour fand in der Saison 2015/16 in den West Indies statt. Es war das erste Mal seit 15 Jahren das die West Indies nach Pakistan reisten. Auf Grund der Sicherheitssituation war es das erste Mal nach drei Jahren das wieder ein Frauen-Team nach Pakistan reiste.

## Stadien
Die folgenden Stadien wurden für die Tour als Austragungsort vorgesehen.
| Stadion                             | Stadt   | Land                         | Kapazität | Spiele       |
| ----------------------------------- | ------- | ---------------------------- | --------- | ------------ |
| Dubai International Cricket Stadium | Dubai   | Vereinigte Arabische Emirate | 25.000    | 1. WODI      |
| ICC Academy Ground                  | Dubai   | Vereinigte Arabische Emirate | 7.000     | 2. & 3. WODI |
| Southend Club Cricket Stadium       | Karachi | Pakistan                     | 10.000    | 1. – 3. WT20 |

## Kaderlisten
Die West Indies benannten ihre Kader am 24. Januar 2019.
Pakistan benannte seinen Kader am 25. Januar 2019.
| WODI | WODI | WTwenty20 | WTwenty20 |
| Pakistan | West Indies | Pakistan | West Indies |
| --- | --- | --- | --- |
| - Bismah Maroof (K) - Aliya Riaz - Aiman Anwer - Diana Baig - Javeria Khan - Kainat Imtiaz - Nahida Khan - Nashra Sandhu - Nida Dar - Omaima Sohail - Sana Mir - Saba Nazir - Sidra Ameen - Sidra Nawaz (wk) | - Stafanie Taylor (K) - Merissa Aguilleira - Shemaine Campbelle - Shamilia Connell - Deandra Dottin - Afy Fletcher - Chinelle Henry - Kycia Knight - Natasha McLean - Anisa Mohammed - Chedean Nation - Karishma Ramharack - Shakera Selman - Rashada Williams | - Bismah Maroof (K) - Aiman Anwer - Aliya Riaz - Anam Amin - Diana Baig - Iram Javed - Javeria Khan - Nashra Sandhu - Natalia Pervaiz - Nida Dar - Omaima Sohail - Sana Mir - Sidra Ameen - Sidra Nawaz (wk) | - Merissa Aguilleira (K) - Shemaine Campbelle - Shamilia Connell - Deandra Dottin - Afy Fletcher - Chinelle Henry - Kycia Knight - Natasha McLean - Anisa Mohammed - Chedean Nation - Karishma Ramharack - Shakera Selman - Rashada Williams |

## Women’s Twenty20 Internationals

### Erstes WTwenty20 in Karachi
| 30. Januar Scorecard | Karachi | West Indies 160-2 (20)          | – | Pakistan 89 (18) |
|                      |         | West Indies gewinnt mit 71 Runs |   |                  |

Die West Indies gewannen den Münzwurf und entschieden sich als Schlagmannschaft zu beginnen. Als Spielerin des Spiels wurde Deandra Dottin ausgezeichnet.

### Zweites WTwenty20 in Karachi
| 1. Februar Scorecard | Karachi | Pakistan 132-4 (20) / 1/2 (0.3)                  | – | West Indies 132-6 (20) / 18/0 (1) |
|                      |         | Unentschieden (West Indies gewann im Super Over) |   |                                   |

Pakistan gewann den Münzwurf und entschied sich als Schlagmannschaft zu beginnen. Als Spielerin des Spiels wurde Shemaine Campbelle ausgezeichnet.

### Drittes WTwenty20 in Karachi
| 3. Februar Scorecard | Karachi | Pakistan 150-6 (20)          | – | West Indies 138-8 (20) |
|                      |         | Pakistan gewinnt mit 12 Runs |   |                        |

Pakistan gewann den Münzwurf und entschied sich als Schlagmannschaft zu beginnen. Als Spielerin des Spiels wurde Nida Dar ausgezeichnet.

## Women’s One-Day Internationals

### Erstes WODI in Dubai
| 7. Februar Scorecard | Dubai (ICS) | West Indies 216-5 (50)           | – | Pakistan 70 (29.5) |
|                      |             | West Indies gewinnt mit 146 Runs |   |                    |

Die West Indies gewannen den Münzwurf und entschieden sich als Schlagmannschaft zu beginnen. Als Spielerin des Spiels wurde Deandra Dottin ausgezeichnet.

### Zweites WODI in Dubai
| 9. Februar Scorecard | Dubai (ICCA) | Pakistan 240 (49.4)          | – | West Indies 206 (49.4) |
|                      |              | Pakistan gewinnt mit 34 Runs |   |                        |

Pakistan gewann den Münzwurf und entschied sich als Schlagmannschaft zu beginnen. Als Spielerin des Spiels wurde Sidra Ameen ausgezeichnet.

### Drittes WODI in Dubai
| 11. Februar Scorecard | Dubai (ICCA) | West Indies 159 (47.3)         | – | Pakistan 163-6 (47.2) |
|                       |              | Pakistan gewinnt mit 4 Wickets |   |                       |

Die West Indies gewannen den Münzwurf und entschieden sich als Schlagmannschaft zu beginnen. Als Spielerin des Spiels wurde Sidra Ameen ausgezeichnet.

## Auszeichnungen

### Player of the Series
Als Player of the Series wurden der folgende Spieler ausgezeichnet.
| Serie | Player of the Series    |
| ----- | ----------------------- |
| WODI  | Sidra Ameen             |
| WT20  | Nida Dar Deandra Dottin |

### Player of the Match
Als Player of the Match wurden die folgenden Spielerinnen ausgezeichnet.
| Spiel   | Player of the Match |
| ------- | ------------------- |
| 1. WODI | Deandra Dottin      |
| 2. WODI | Shemaine Campbelle  |
| 3. WODI | Nida Dar            |
| 1. WT20 | Deandra Dottin      |
| 2. WT20 | Sidra Ameen         |
| 3. WT20 | Sidra Ameen         |